# Гайлите, Мария Рудольфовна
Мария Рудольфовна Гайлите (латыш. Marija Gailīte; 1912 год, село Ошупе, Венденский уезд, Лифляндская губерния — дата смерти неизвестна, село Ошупе) — доярка колхоза «Падомью звайгзне» Мадонского района Латвийской ССР. Герой Социалистического Труда (1958). Депутат Верховного Совета Латвийской ССР 5-го созыва. Депутат Верховного Совета СССР 7-го созыва.

## Биография
Родилась в 1912 году в крестьянской семье в селе Ошупе Венденского уезда. С восьмилетнего возраста проживала в Риге, где окончила начальную и в 1929 году — среднюю школу. В 1933 году окончила курсы машинисток, но из-за безработицы не смогла найти работу и возвратилась в родную деревню, где трудилась дояркой в сельском хозяйстве. В 1941 году вышла замуж и вместе с мужем вела личное подсобное хозяйство.
С декабря 1948 года — доярка колхоза «Сталина цельш» Мадонского района, который позднее после укрупнения был переименован в «Падомью звайгзне» с центром в селе Айвиексте (преобразован в 1964 году в совхоз «Айвиексте»). В первый же год показала высокие трудовые результаты, надоив с каждой коровы в среднем по 3200 килограмм молока при колхозном плане в 1800 килограмм молока.
В последующие годы, использовав передовые методы зоотехники, значительно увеличила производство молока. Приняла социалистическое обязательство достигнуть рубеж в 4500 килограмм от каждой коровы. В 1954 году надоила от каждой коровы в среднем 4686 килограмм молока, в 1955 году получила в среднем по 5778 килограмм. В 1955 году вступила в КПСС. В первые годы Шестой пятилетки (1956—1960) получила 5730 килограмм (в 1957 году) и 5850 килограмм (в 1958 году). Указом Президиума Верховного Совета СССР от 15 февраля 1958 года удостоена звания Героя Социалистического Труда «за выдающиеся успехи, достигнутые в деле развития сельского хозяйства по производству молока и других продуктов сельского хозяйства, и внедрение в производство достижений науки и передового опыта» с вручением ордена Ленина и золотой медали Серп и Молот.
Во время Семилетки (1959—1965) преодолела рубеж в 6000 килограмм молока.
Избиралась депутатом Верховного Совета Латвийской ССР 5-го созыва (1959—1963), депутатом Совета Национальностей Верховного Совета СССР 7-го созыва от Латвийской ССР (1966—1970), депутатом Айвиекстского сельского Совета народных депутатов, членом Мадонского райкома Компартии Латвии, делегатом XXIII съезда КПСС и XX съезда Компартии Латвии.
Трудилась в колхозе дояркой до выхода на пенсию в 1970 году. Проживала в родном селе Ошупе Мадонского района.
Дата смерти не установлена.